# Евапорометр
Евапорометр, Детектор випаровування — пристрій вимірювання загального випаровування при одночасному впливі різних поточних кліматичних факторів, таких як: температура, вологість, атмосферні опади, сонячна радіація, вітер.
Результати його вимірів використовують як в створенні метеорологічних прогнозів, так і для прогнозів деяких виробничих процесів. Наприклад, оцінки пожежонебезпеки торфовищ або передбачуваного обсягу поливу в сільському господарстві.
Конструктивно найпростіший евапорометр — це відкрита посудина з водою, налитою до певної позначки. Кількість води, яку доливають після випаровування, для того щоб знову підняти рівень до мітки, визначає міру випаровування. При такому підході враховувати площу випаровування не потрібно.